# Негрито патагонський
Негри́то патагонський (Lessonia rufa) — вид горобцеподібних птахів родини тиранових (Tyrannidae). Мешкає в Південній Америці.

## Опис

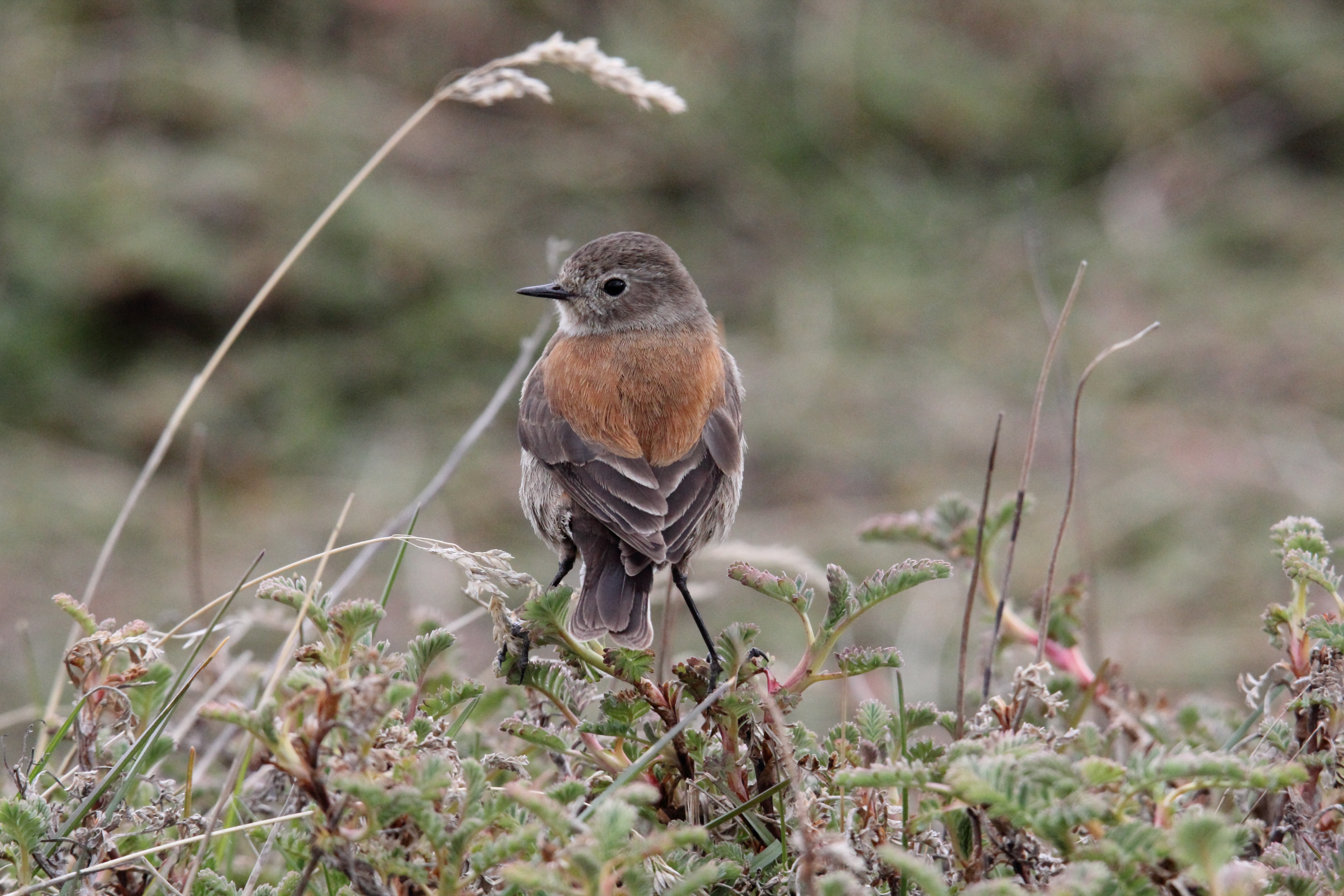
Самиця патагонського негрито

Довжина птаха становить 11,5 см. Виду притаманний статевий диморфізм. Самці мають переважно чорне забарвлення, спина у них рудувато-коричнева. У самиць голова і шия коричнювато-сірі, спина і плечі тьмяно-рудувато-коричневі, надхвістя і хвіст чорнувато-коричневі. Крайні стернові пера білі. Крила чорні, махові пера мають світлі, рудуваті края. Обличчя білувате, нижня частина тіла білувато-охриста, на грудях і боках нечіткі, широкі, сіро-коричневі смуги. Дзьоб короткий, чорний, лапи чорні, задні кігті дуже довгі. Забарвлення молодих птахів подібне до забарвлення самиць, однак спина у них руда.

## Поширення і екологія
Патагонські негрито гніздяться в Патагонії та на Вогняній Землі. Взимку вони мігрують на північ, досягаючи північного Чилі, південної Болівії, Парагваю і південної Бразилії (Ріу-Гранді-ду-Сул). Бродячі птахи спостерігалися на Фолклендських островах, на Південній Джорджії та на Південних Шетландських островах. Патагонські негрито живуть поблизу озер, на болотах, солончаках, морських лагунах та на луках. Зустрічаються на висоті до 1000 м над рівнем моря, місцями на висоті до 2000 м над рівнем моря.

## Поведінка
Патагонські негрито є територіальними птахами. Живляться комахами, яких переслідують пішки або шукають серед чагарників. Під час міграції вони зустрічаються зграями до 50 птахів, взимку зустрічаються невеликими розсіяними групами. Під час гніздування самці виконують демонстраційні польоти на висоті 10-15 м над землею. На Вогняну Землю самці прилятають в середні вересня, відлітають на північ у грудні-січні. Самиці досягають Вогняної Землі на початку жовтня і відлітають разом з пташенятами у лютому-березні. На півночі Чилі патагонські негрито гніздяться в вересні, на чилійському узбережжі в жовтні, в горах і на півдні Чилі у листопаді, в аргентинській провінції Санта-Крус в грудні і на Вогняній Землі у жовтні-листопаді. Гніздо чашоподібне, розміщується на землі, серед купит трави або в чагарниках. В кладці від 2 до 4 яєць.